# ケーペ式捲揚機
ケーペ式捲揚機（ケーペしきまきあげき）は、フリードリッヒ・ケーペが考案した鉱山の竪坑用の捲揚機。

## 概要
ドラムを用いず、ケーペプーリーと呼ばれる直径数メートルの大型の滑車に電動機が取り付けられている。ワイヤーロープをドラムに捲き付ける代わりに、ケーペプーリーに掛けて用いる。これをメインロープと云う。掛けたワイヤーロープの両端へケージと呼ばれるエレベーターの籠(1段とは限らず、2段や、4段等がある。床には、車幅610mmの炭車と呼ばれるトロッコが積める様に、610mmゲージの軌条が敷かれている)を取り付け、ケージの底と、ケージの底を其々ワイヤーロープで接続する。これをテールロープ又は、バランスロープと云う。これの取り付けにより片方の籠が上で片方の籠が下でも重さが釣り合い，滑落を防ぐ。
ケーペ式捲揚機は、地上に設置している場合と、竪坑櫓の上部に設置している場合がある。日本では前者が一般的であった。
地上設置の竪坑櫓には、ヘッドシーブという滑車（矢弦（やげん）とも呼ばれる）を鉄骨の櫓に上下に2つ取り付けて、竪坑からケーペ式捲揚機の方向へ、ワイヤーロープの向きを鉛直方向に変える。このタイプは北海道、本州、九州を問わず日本各地にの炭鉱と一部金属鉱山の竪坑にも建設されている。大形のものでは北海道の住友奔別炭鉱、住友赤平炭鉱、三井上砂川炭鉱、九州の三井田川炭鉱伊加里竪坑、三井三池四山港沖竪坑等多数ある。
他にドイツで考案された、捲揚機を竪坑櫓の上部に取り付けるタワーマシン(ワインディングタワー;塔櫓捲）と呼ばれる形式では、捲揚機接続のケーペプーリーの下の部屋にガイドプーリーと呼ばれる滑車を取り付ける。ガイドプーリーには、ケーペプーリーの滑り止めと、ワイヤーロープの幅を竪坑の直径に合わせて狭めるという二つの機能がある。柱だけの下部の上に、大きな機械室が付く初期のタイプとして三井三池鉱業所四山第一竪坑櫓や志免鉱業所竪坑櫓があり、「ハンマーコプフ」と呼ばれた。後期には、櫓が全て覆われ途中階にも電気室を持つビルディングタワータイプが採用され、長崎県松浦市の中興鉱業㈱福島第一竪坑櫓と、北海道羽幌町の羽幌炭鉱鉄道㈱羽幌鉱業所羽幌運搬竪坑櫓がその例である。このタイプでは最上階にも運転室はあるが、このケーペプーリーをモニターカメラで映し、画面を見て階下の作業室で操作をおこなう事も可能である。